# Marubeni

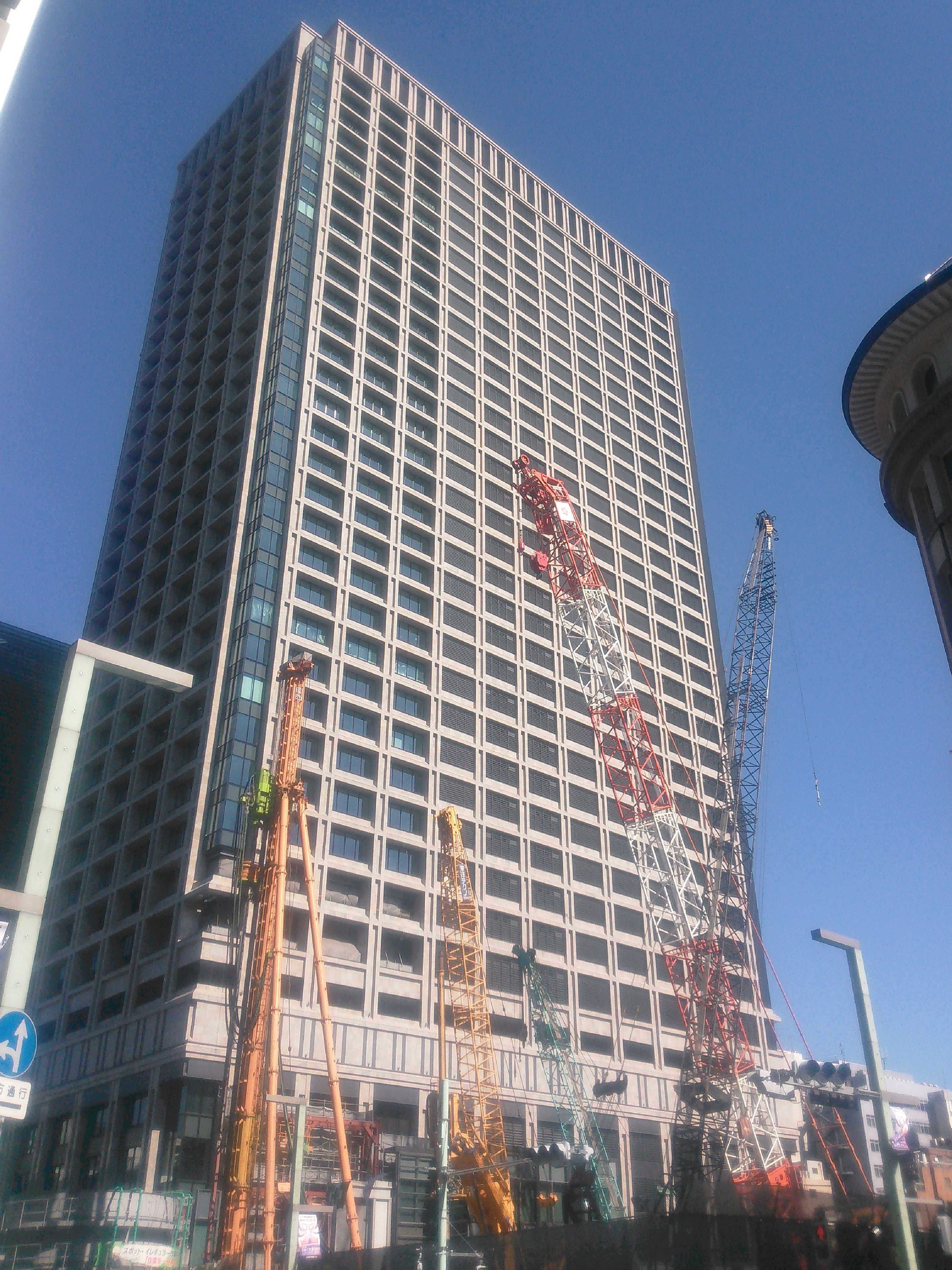
Head office

Marubeni Corporation est l'une des plus importantes Sōgō shōsha (entreprise de commerce) japonaises. Elle est cotée à l'indice TOPIX 100 de la Bourse de Tōkyō.

## Historique
En août 2020, la holding Berkshire Hathaway dirigée par Warren Buffet investit dans un peu plus de 5 % de la société, ainsi que dans ses quatre principales concurrentes.
En janvier 2022, Marubeni annonce a vente de ses activités de négoces de grains aux États-Unis à Glencore pour 1,25 milliard de dollars.